# フィンランドの首相
フィンランドの首相（フィンランド語：pääministeri、スウェーデン語：statsminister）は、フィンランドの政府の長である。首相は議会によって選出され、国家元首たる大統領によって任命される。

## 概要
新憲法（2000年制定）の規定により、エドゥスクンタ（議会）内の諸政党が新しい国家評議会における議席の配分や政府計画について協議したのち、大統領は首相を指名する。議会は、他の候補者がいない場合、絶対多数の票を得て指名された首相を承認せねばならない。候補者が充分な支持を得られなかった場合は、新たな協議と大統領による2度目の指名が行われる。2人目の候補者も絶対多数を得られなかった場合は、3度目の投票が行われる。その際、全議員が候補を指名でき、候補者は相対多数を獲得すればよい。議会での選挙後、大統領による正式な任命が行われる。
上記の手順が初めて用いられたのは、2003年にアンネリ・ヤーッテーンマキを首相に選出した際である。それまでは、3度目の投票で相対多数の票を獲得した候補（通常は最大政党の党首）を、大統領が指名するとされてきた。新憲法が施行されるまでは、首相と国家評議会会員（大臣）を指名する公的権限は、議会主義の原則の制約を受けない大統領が有していた。ただし、大臣の指名には議会の信任が必要であった。
首相は、大臣を指名する。大臣は、議会の同意に基づき大統領によって任命される。大統領職が空席となった場合は、首相が大統領代行を務める。

## 歴史
1918年、フィンランド元老院は国家評議会（内閣）へと変わり、元老院経済部門副議長の地位は首相のそれへと変わった。ヘルシンキのメイラハティ地区に位置するケサランタKesäranta（スウェーデン語ではヴィッラ・ヴャルボVilla Bjälbo）は、1919年以降フィンランドの首相官邸とされた。
独立（1917年12月6日宣言）以来、フィンランドでは現内閣を含めて72の内閣が成立した。最長の内閣はパーヴォ・リッポネン首相の2つの内閣で、いずれも1,464日間続いた。

## 俸給その他の収入
首相の俸給は、議会議長の俸給と同じ法律に基づいており、月額11,675ユーロ（2011年5月1日より）である。この他に首相は、議会の現職議員として与えられる議員報酬の半額を受領する。議員報酬の満額は現在少なくとも月額6,335ユーロ（2011年5月1日現在）であるため、首相は全部で少なくとも月額14,842ユーロを受領する。俸給は、通常の所得税の対象となる。
首相には、各暦年の間に30日の休日を取ることが認められている。官邸の維持管理費や人件費、役務費は、政府によって支出される。首相は、いつでも自由に使える送迎・警備サービスを有する。